# Mellanträsket (Piteå socken, Norrbotten)
Mellanträsket är en sjö i Piteå kommun i Norrbotten och ingår i Lillpiteälvens huvudavrinningsområde. Sjön har en area på 0,986 kvadratkilometer och ligger 349,1 meter över havet. Sjön avvattnas av vattendraget Lillpiteälven.

## Delavrinningsområde
Mellanträsket ingår i det delavrinningsområde (727746-170810) som SMHI kallar för Utloppet av Mellanträsket. Medelhöjden är 405 meter över havet och ytan är 12,92 kvadratkilometer. Räknas de 6 avrinningsområdena uppströms in blir den ackumulerade arean 48,11 kvadratkilometer. Avrinningsområdets utflöde Lillpiteälven mynnar i havet. Avrinningsområdet består mestadels av skog (76 procent) och sankmarker (15 procent). Avrinningsområdet har 0,99 kvadratkilometer vattenytor vilket ger det en sjöprocent på 7,7 procent.